# Los malditos de Bayóvar
Los malditos de Bayóvar es una organización criminal peruana involucrada en actividades ilícitas como la extorsión, el tráfico de terrenos, el sicariato, trata de personas, proxenetismo y el robo. Tiene su centro de operaciones en el distrito de San Juan de Lurigancho aunque se ha detectado sus actividades en España.

## Historia

### Formación
En la cárcel de San Juan de Lurigancho , Carlos Alberto Casamayor Rodríguez ("Trujillano"), Juan Esquivel Rayo Céspedes ("Chicharrón") y René Jesús Aroni Lima ("Loco Aroni") cumplían condenas por delitos de robo. "Chicharrón" ejercía el control sobre el área 11B del establecimiento, mientras que "Trujillano" se responsabilizaba del mantenimiento del orden. "Loco Aroni" era un nuevo recluso que se había unido al grupo. Posteriormente, al ser liberados de prisión, "Chicharrón" y Herminio Blas Estrella ("Papico") establecerían la organización criminal conocida como "Los Malditos de Bayóvar".

### Guerra de bandas
"Chicharrón" junto a "Papico" se encargarían de cometer asesinatos, extorsiones y robos, sin embargo, ambos entrarían en disputas, dividiéndose la organización criminal.
Las disputas internas acabarían en el año 2014, con el asesinato de "Chicharrón" y "Trujillano". También sería asesinado "Papico" en la disputa entre bandas a finales del 2013. Tras la muerte de "Chicharrón", quedó bajo el liderazgo de la banda Jiampiere Alburquerque, con tres brazos armados liderados por el "Loco Aroni", el "Loco Harry" y el "Loco Darwin". Posteriormente, en aquel mismo año, el "Loco Aroni" estaría involucrado en el asesinato del hijo del por entonces alcalde de San Juan de Lurigancho, Carlos Burgos Horna, quien estaba relacionado con la banda de "Papico". Por ello, en marzo del 2014, es detenido el "Loco Aroni", pero saldría en libertad por exceso de carcelería en el año 2016. Una vez libre, "Los malditos de Bayóvar" ampliarían sus operaciones hacia Cajamarca, donde tomarían posesión de un terreno en San Marcos y extorsionarían a los pobladores del lugar. También crearían "sindicatos fantasmas" para extorsionar a empresarios del rubro de la construcción.

### Caída del "Loco Darwin" y el "Loco Harry"
En octubre de 2015, en la ciudad de Cusco, fue detenido Darwin Malca Hernández, conocido por el alias "Loco Darwin", líder de "Los malditos de Bayóvar". La detención se produjo durante un operativo de inteligencia policial, cuando Malca Hernández pretendía expandir las operaciones delictivas de la organización al sur de Perú. Posteriormente, fue condenado a cadena perpetua.
Con anterioridad a esta detención, en julio, se había capturado a Elio Medina, alias "Cabezón", quien ocupaba el segundo cargo de la organización. Posteriormente, en septiembre, se detuvo a Víctor Luis Cuellar, alias "Tubolín", guardaespaldas de "Loco Darwin" y exconductor de "Loco Aroni".
En el año 2016, fue capturado Harry Cano Dávila, alias "Loco Harry", otro de los cabecillas de "Los malditos de Bayóvar". Dos policías de la división de secuestros de la Divincri fueron incluidos en la organización por sus vínculos con "Loco Harry".

### Disputas con "Los malditos de Huáscar"
Simultáneamente, surgió "Los Malditos de Huáscar", liderado por David Taboada Taboada, conocido como "Loco David". Este grupo inició una disputa con "Los Malditos de Bayóvar" por el control de actividades delictivas en San Juan de Lurigancho, principalmente el cobro de extorsiones. Taboada fue aprehendido en febrero de 2016. Posteriormente, "Loco Aroni" asumió el liderazgo de "Los Malditos de Huáscar". Por su parte, la organización criminal "Los Malditos de Bayóvar" quedó bajo el mando de Roger Sifuentes, alias "Chivi".
Las disputas entre las dos bandas haría que la cantidad de asesinatos aumentara en San Juan de Lurigancho, especialmente tras el asesinato del "Loco Aroni", en España en agosto del año 2022. El "Loco Aroni" había viajado a dicho país en el año 2021 desde el cual dirigía las extorsiones y ordenaba asesinatos.